# Michael Gerstenberger
 Michael Gerstenberger (* 16. Dezember 1953 in Tüttleben) ist ein deutscher Politiker (Die Linke) und war Mitglied des Thüringer Landtags.

## Leben
Michael Gerstenberger beendete seine Schullaufbahn 1972 mit dem Abitur und leistete im Anschluss von 1972 bis 1974 seinen Grundwehrdienst bei der Nationalen Volksarmee ab. Danach absolvierte er an der Martin-Luther-Universität Halle-Wittenberg ab 1974 ein Studium, welches er als Diplom-Mathematiker abschloss. Von 1979 bis 1990 arbeitete er bei Carl Zeiss in Gera im Bereich Betriebsorganisation sowie Prozessautomatisierung.
Von Februar 2010 bis Dezember 2018 war er Vizepräsident des Thüringer Rechnungshofs.
Seit 2019 ist er Rentner.
Er ist verheiratet und hat zwei Kinder.

## Politik
Von 2004 bis 2010 war Michael Gerstenberger Mitglied im Stadtrat von Gera. Er war von 1999 bis 2010 Vorsitzender des Aufsichtsrates der Energieversorgung Gera GmbH.
Seit Juni 2019 ist er wieder Mitglied im Stadtrat von Gera und ist dort stellvertretender Vorsitzender des Haushalt- und Finanzausschusses.
Von 1990 bis 2009 gehörte er dem Thüringer Landtag an. Dort war er seit 1999 Vorsitzender des Haushalts- und Finanzausschusses. Für seine Fraktion war er zunächst arbeitsmarktpolitischer Sprecher, später dann Sprecher für Wirtschaftspolitik.
Zur Landtagswahl 2009 kandidierte er auf Platz 24 der Landesliste seiner Partei, was nicht zum Wiedereinzug in den Landtag reichte. Als Direktkandidat war er im Wahlkreis Sonneberg I der CDU-Bewerberin Beate Meißner unterlegen.